# Rokas Baliukovas
Rokas Baliukovas (* 1978 in der Rajongemeinde Kėdainiai) ist ein litauischer Politiker, Vizeminister der Energiewirtschaft.

## Leben
Nach dem Abitur an der Mittelschule absolvierte Baliukovas von 1996 bis  2000 das Bachelorstudium der Elektrotechnik als Elektroingenieur an der Technischen Universität in Kaunas (KTU) und von 2001 bis 2003 das Masterstudium des Energieingenieurwesens und von 2008 bis 2010 das MBA an der Šiaulių universitetas. Von 2001 bis 2002 war er Meister bei AB „Lietuvos energija“ in der Filiale Panevėžys. Von 2003 bis 2010 lehrte er an der KTU. Er arbeitete von 2013 bis 2014 im Energieunternehmen „Elektros tinklo paslaugos“, von 2006 bis 2013 als Produktionsdirektor und Leiter des Regions Panevėžys bei „TETAS“ und von 2002 bis 2006 bei AB „Rytų skirstomieji tinklai“.
2014 arbeitete er als Leiter der Energieabteilung in der Verwaltung der Vilniaus Gedimino technikos universitetas. Seit dem 9. Oktober 2014 ist er Vizeminister im Energieministerium Litauens, Stellvertreter von Minister Rokas Masiulis. Er wurde von der Darbo partija vorgeschlagen.
Baliukovas ist verheiratet.